# ボーモント (カリフォルニア州)
ボーモント（Beaumont）は、アメリカ合衆国カリフォルニア州のリバーサイド郡にある都市。人口は5万3036人（2020年）。標高800メートルの高原に位置している。古くはリゾートだったがロサンゼルス大都市圏の拡大に伴いベッドタウン化が進行している。

## 名称
名称はフランス語由来で、英語の「Beautiful Mountain」に相当する。フランス語では「t」は発音しないが、ここでは発音し「ボーモント」が公式である。

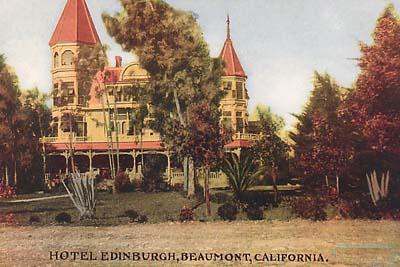
リゾートホテル（1900年初頭）